# Die glückliche Hand

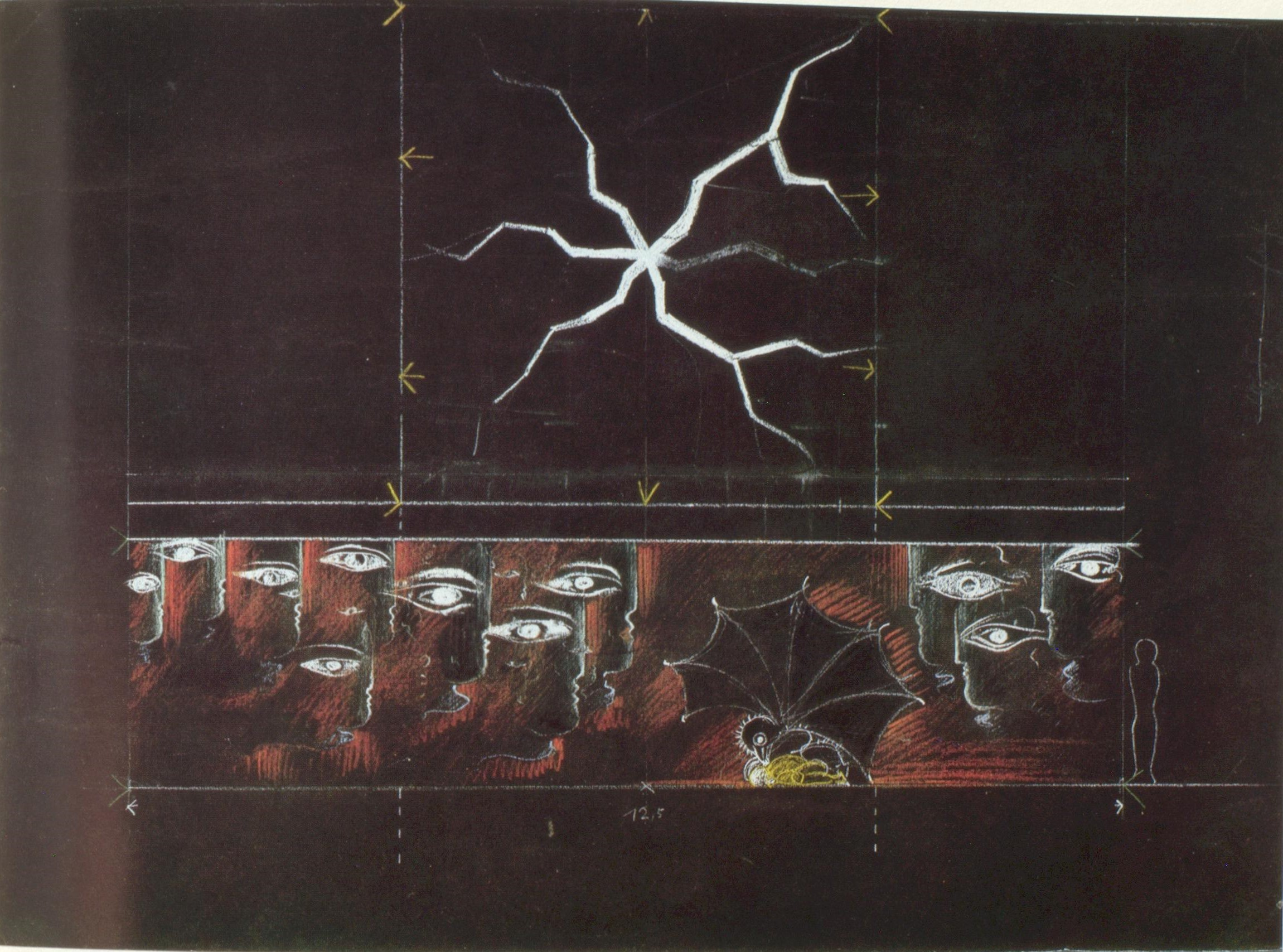
Bühnenbildentwurf von Oskar Schlemmer für die Krolloper 1930

Die glückliche Hand ist ein Drama mit Musik von Arnold Schönberg, op. 18, in einem Akt mit vier Bildern. Es wurde von 1910 bis 1913 komponiert. Das Libretto stammt vom Komponisten. Die Uraufführung des Dramas fand am 14. Oktober 1924 in Wien in der Volksoper statt.

## Entstehung
Der Inhalt des Dramas ist stark an persönliche Erlebnisse gekoppelt. Seine Frau Mathilde war schon vorab zu ihrem Urlaubsort gereist. Als Arnold Schönberg nachkam, erwischte er seine Frau mit ihrem gemeinsamen Mallehrer und Freund Richard Gerstl in flagranti. Mathilde kam reumütig zu ihm zurück, Richard Gerstl hingegen wählte den Freitod. Dieses Trauma verarbeitete Arnold Schönberg in Die glückliche Hand.

## Handlung
Die Handlung der Glücklichen Hand ist wegen der szenischen Effekte kombiniert mit dem Gebrauch der farbigen Lichtspiele sehr komplex. Das Drama repräsentiert den Zyklus über den ausweglosen Drang eines Mannes. Im ersten und vierten Akt ist der Mann allein auf der Bühne, nur die „Monster“ im Hintergrund (Unterbewusstsein) kämpfen mit ihm. Der Mann singt von seiner Liebe zu einer jungen Frau (Mime), doch trotz dieser Liebe verlässt sie ihn für einen gut gestylten Herrn (Mime). Sie kehrt zurück und bittet den Mann um Verzeihung. Seine Glückseligkeit kehrt zurück. „Nun besitze ich dich für immer!“ Der Mann stürmt eine Gebirgslandschaft hinauf, schaut Arbeitern bei komplizierten Tätigkeiten zu. Mit einem einzigen Hammerschlag zerschmettert er einen Goldklumpen: „So schafft man Schmuck.“ Dadurch wird ein „Crescendo des Lichtes und des Sturmes ausgelöst“, welches den Mann verängstigt. Er versucht die Grotte des Weibes zu erreichen, die sich dort dem Herrn hingegeben hat. Der Mann vermag nicht mehr weiter hinaufzuklettern und stürzt ab. Dann liegt er wieder am Boden wie im ersten Bild. Die inneren Stimmen kommen wieder: „Musstest du es wieder erleben, was du so oft schon erlebt?“
Das Libretto der Glücklichen Hand enthält mehr Regieanweisungen Schönbergs als gesungenen Text. Selbst die gesungenen Passagen sind begrenzt auf sehr knappe Ausrufe wie „Oh du Schöne!“ – „das Blühen“ – „die Sehnsucht“. Der Sänger benötigt neben seinem Gesang auch gute schauspielerische Fähigkeiten, um den inneren Zwist in seinem Verstand auf der Bühne glaubwürdig darstellen zu können. Die atonale Musik vollendet dieses Psychogramm.

## Aufführungen
In der Uraufführung 1924 traten unter der Regie von Josef Turnau und dem Dirigenten Fritz Stiedry der Bassbariton Alfred Jerger und die Mimikerin Hedy Pfundmayr auf.
Aufgrund der Komplexität des Stückes wird es sehr selten aufgeführt. Zumeist in Verbindung mit anderen Werken Schönbergs. So 1963 in Hannover und 1965 in Wien mit Erwartung und Von heute auf morgen. Im Jahr 2012 wurde es in Stuttgart zusammen mit Leoš Janáčeks Osud/Schicksal aufgeführt.

## Ausgaben
Der Erstdruck einer frühen Textfassung erschien in Der Merker, Band 2, Nr. 17, 1911, S. 718–721. Eine letzte Fassung 1926. Die Partitur erschien 1917 in der Universal Edition in Wien (UE Nr. 5670). 1923 erschien, herausgegeben von Eduard Steuermann, ein Klavierauszug in der Universal Edition. Eine textkritische Edition erschien 2005.

## Tonträger
- Dirigent: Pierre Boulez, Siegmund Nimsgern (Bass), BBC Symphony Orchestra (Henry Wood Hall, London, England, 12. März 1981), Sony Classical SMK 62020